# Fernand Arsenault
Pour les articles homonymes, voir Arsenault.
Fernand Arsenault, né le 27 octobre 1929 à Bonaventure (Québec) et mort le 20 février 2025 à Moncton (Nouveau-Brunswick), est un professeur canadien.

## Biographie
Fernand Arsenault naît le 27 octobre 1929 à Bonaventure au Québec.
Ordonné prêtre de la congrégation de Sainte-Croix le 29 décembre 1955, il quitte le sacerdoce après une vingtaine d'années pour se marier. 
Il est professeur de sciences religieuses et doyen de la faculté des arts de l'Université de Moncton pendant neuf ans, où il crée un doctorat en études françaises et supervisé la construction du Pavillon des beaux-arts, notamment. Il joue aussi un rôle important dans la création du Quatuor Arthur-LeBlanc. Il s'implique dans divers organismes comme Amnistie internationale et l'Association canadienne pour la santé mentale. Il est fait chevalier des Palmes académiques en 1989 et membre de l'Ordre du Canada en 2003,.
Son ouvrage sur Saint Augustin, Augustin, qui est Jésus-Christ?, est réédité aux Éditions de la Francophonie en 2020.

### Mort
Fernand Arsenault meurt le 20 février 2025 à Moncton à l'âge de 95 ans.